# Янзакасы
Янзакасы́ (чув. Янсакасси) — деревня в Цивильском районе Чувашской Республики Российской Федерации. Входит в состав Второвурманкасинского сельского поселения.

## География
Деревня находится в северо-восточной части Чувашии, в пределах Чувашского плато, в зоне хвойно-широколиственных лесов, к северу от реки Куганар, на расстоянии до Чебоксар 30 км, до райцентра 8 км, до ближайшей железнодорожной станции 14 км. Расположена у автомагистрали М-7.

### Климат
Климат характеризуется как умеренно континентальный, с продолжительной морозной зимой и тёплым летом. Среднегодовая температура воздуха — 3 °С. Средняя температура воздуха самого тёплого месяца (июля) — 18,8 °C (абсолютный максимум — 38 °C); самого холодного (января) — −12,8 °C (абсолютный минимум — −46 °C). Безморозный период длится около 143 дней. Среднегодовое количество осадков составляет около 446 мм, из которых 70 % выпадает в тёплый период. Снежный покров образуется в середине ноября и держится в течение 150 дней.

## История
До 1866 года государственные крестьяне-чуваши. Были заняты земледелием, животноводством, овчинно-скорняжным промыслом.
В советское время в 1931 году крестьяне объединились в колхоз «Ленин çулĕпе»/По пути Ленина.
С XIX века до 1927 года входила в состав Цивильской волости Цивильского уезда. Затем после нового административного деления в Цивильском районе ЧАССР.

## Население
| 2010 | 2012 |
| ---- | ---- |
| 73   | ↗84  |

### Национальный и гендерный состав
Согласно результатам переписи 2002 года, в национальной структуре населения чуваши составляли 100 % от общей численности в 74 чел., из них мужчин 33, женщин 41.

## Инфраструктура
Личное подсобное хозяйство.
Основа экономики — сельское хозяйство.

## Транспорт
Деревня доступна автотранспортом. Остановка общественного транспорта «Янзакасы».